# Godów (stacja kolejowa)
Godów – nieczynny przystanek kolejowy w miejscowości Godów, powiat wodzisławski, w województwie śląskim.

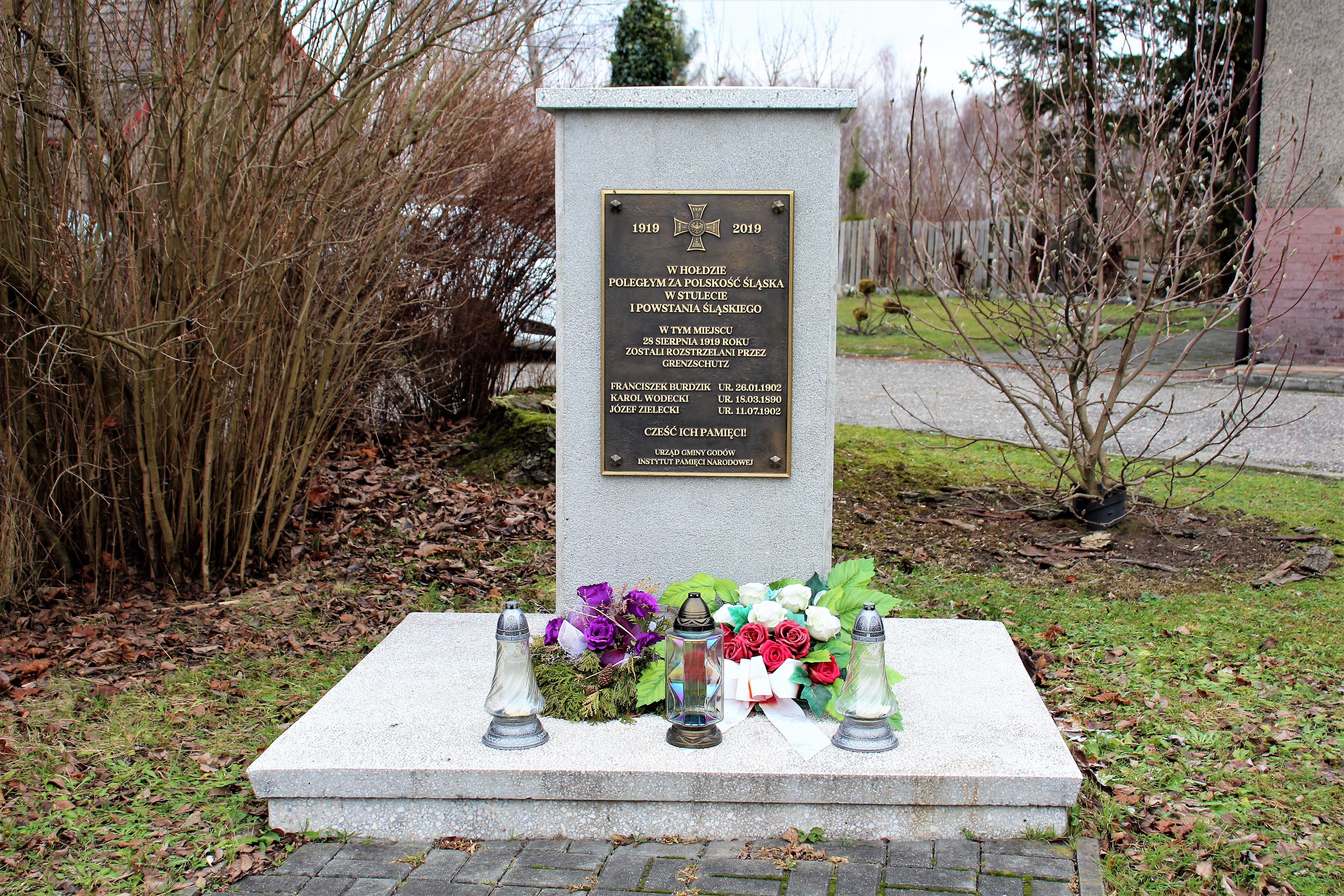
Pomnik powstańców śląskich rozstrzelanych przez Grenzschutz w Godowie, przed stacją kolejową (2022)

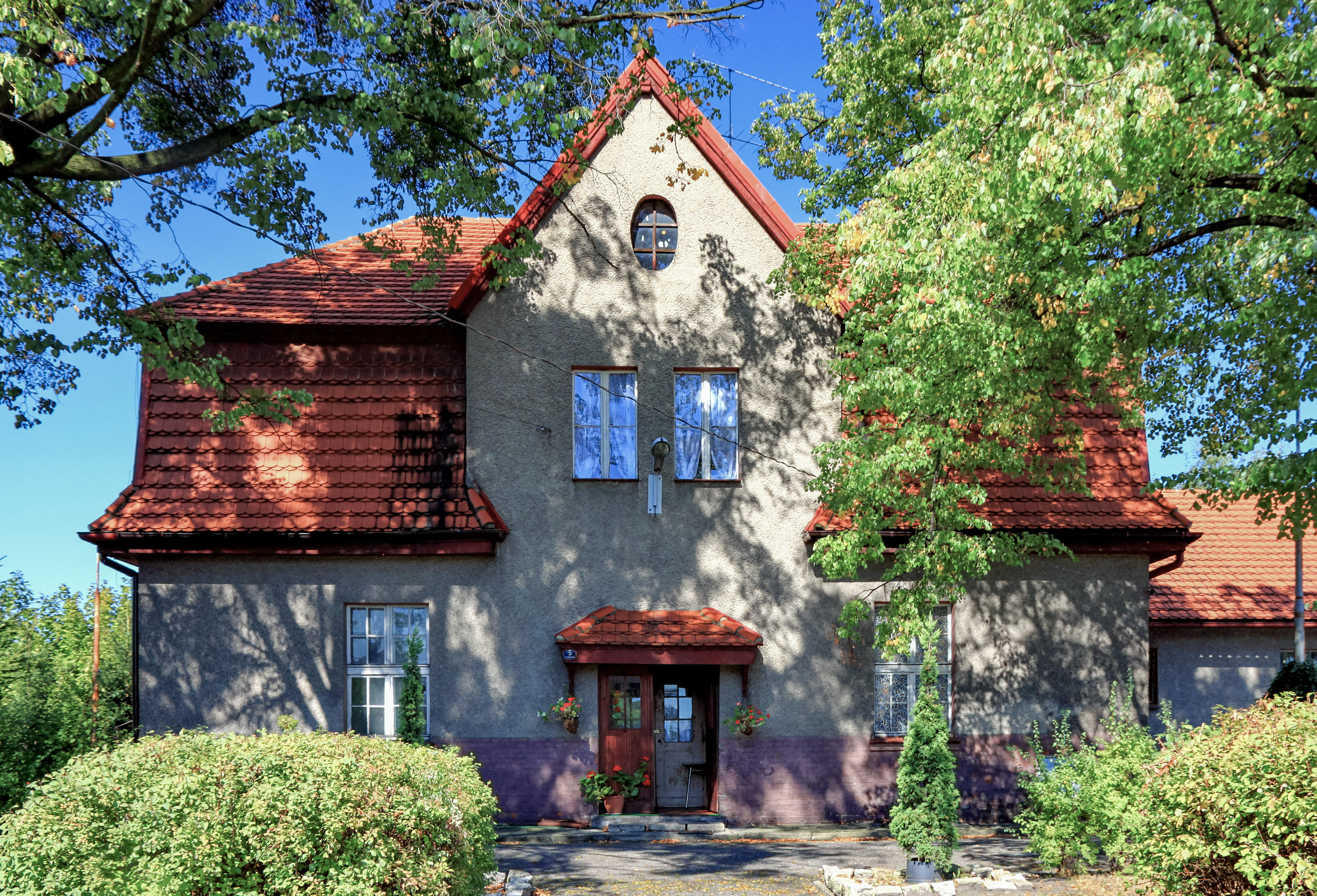
Budynek dawnego dworca kolejowego